# Humanitas-Preis
Der Humanitas-Preis (engl. Humanitas Prize) ist ein Filmpreis, der an Film- und Fernsehproduktionen vergeben wird, welche die Menschenwürde, die freie Meinungsäußerung oder die Freiheit der Menschen besonders hervorheben. In den 1970er Jahren wurde der Preis von Ellwood Kieser erstmals als Fernsehpreis vergeben.
1975 vergaben Ray Bradbury, Father „Bud“ und Robert Abernathy den Preis erstmals in der amerikanischen Today show.
Die Preisgelder von insgesamt 155.000 US-Dollar werden heute in neun Kategorien verliehen: Feature Film, Prime Time TV 90 minute, Prime Time TV 60 minute, Prime Time TV 30 minute, Children’s Live Action, Children’s Animation, Sundance Feature Film und The Angell Comedy Fellowship. Letztere Kategorie gibt es erst seit 2001, als David Angell (u. a. Miterfinder von Frasier) und Lynn Angell im American-Airlines-Flug 11 bei den Anschlägen vom 11. September 2001 umkamen.

## Preisträger (Auswahl)
2005 wurden u. a. Hotel Ruanda und The West Wing – Im Zentrum der Macht mit dem Humanitas-Preis ausgezeichnet.
2006 bekam der Dokumentarfilm An Inconvenient Truth, der über die globale Klimaerwärmung handelt und von Al Gore initiiert wurde, erstmals seit 10 Jahren einen „Special Award“ für seinen herausragenden Beitrag für die Menschheit, Werte zu kommunizieren, das Bewusstsein zu schärfen und menschliches Verhalten zu motivieren.
2008 gehörte die Scrubs – Die Anfänger-Folge My Long Goodbye zu den Gewinnern.